# Эпарх
Эпа́рх (греч. επαρχος) — в Византийской империи гражданский и военный руководитель провинции (епархии), светский эквивалент епископа, аналог губернатора, а также градоначальник столицы, Константинополя.

## Функции
В свой ранний период истории Византия в административном отношении делилась на епархии, во главе которых стоял эпарх. Во время правления Юстиниана I (527—565) в стране насчитывалось 64 епархии. Ещё один эпарх (греч. ὁ ἕπαρχος τῆς πόλεως) руководил городской администрацией и хозяйством столицы, отвечая за поддержание порядка в Константинополе, снабжение его жителей продовольствием и различными товарами, установление законодательства для торговых корпораций и ремесленных цехов и ведение судебных дел по имущественным и уголовным делам внутри города. 
Канцелярия эпарха наблюдала за рынками и контролировала их работу. Служащие проверяли правильность весов и следили за единообразием продаваемых продуктов. Качество товаров гарантировалось системой гильдий; все ремесленники подчинялись строгим правилам и нормам. Существовали даже правила назначения цен,   на важнейшие товары, что позволяло контролировать инфляцию. В результате было обеспечено бесперебойное снабжение города фруктами и овощами, молочными продуктами, мясом и рыбой. 
В ведении эпарха Константинополя находился также военный гарнизон столицы и городская тюрьма. После разгрома Константинополя крестоносцами во время Четвёртого крестового похода в 1204 году и в течение XIV века должность эпарха столицы была лишена конкретной власти и сохранялась лишь как придворный титул.

## В новое время
В Греции с момента провозглашения независимости в 1827 году и до 1886 года, а также в 1891—1892 годах административное деление также предусматривало разделение территории страны на 59 епархий, преобразованных впоследствии в номы.